# Ojstro, Trbovlje
Ojstro je naselje v Občini Trbovlje.